# Windsor (Ontario)
Windsor è una città canadese dell'Ontario situata sulle rive del fiume Detroit, immediatamente a sud della città statunitense di Detroit con cui è collegata tramite l'Ambassador Bridge. A Nord-Est è bagnata dal Lago St. Clair.

## Geografia fisica
La particolare localizzazione rende Windsor la città più meridionale del Canada ed è l'unico varco di frontiera attraverso il quale per entrare negli Stati Uniti bisogna dirigersi a nord anziché a sud come avviene normalmente. 
Al 2006 aveva una popolazione di 352 395 abitanti (457.720 se si considera l'area metropolitana).

## Storia
Il primo insediamento nella zona fu una colonia agricola francese formata nel 1748 i cui discendenti formano ancora oggi una piccola minoranza francofona.
Nel 1794 fu fondato l'insediamento di Sandwich (antico nome della città), in seguito rinominato Windsor, che si sviluppò fino a guadagnare il titolo di città nel 1892.

## Economia
Windsor è uno dei principali centri di produzione automobilistica del Canada, con stabilimenti della Chrysler, Ford e General Motors. Sono presenti inoltre alcune case farmaceutiche e la distilleria del whisky Canadian Club (che ora appartiene alla Pernod Ricard).

### Trasporti
Oltre all'Ambassador Bridge, che è il più trafficato punto di frontiera fra Canada e Stati Uniti, il collegamento con Detroit è assicurato anche da un tunnel che collega direttamente i due centri cittadini passando al di sotto del fiume, e da un traghetto per i mezzi pesanti che trasportano materiali pericolosi.

## Educazione
La maggiore istituzione di istruzione superiore è la University of Windsor, che ha sede in un vasto campus in prossimità dell'Ambassador Bridge.

## Amministrazione

### Gemellaggi
Windsor è gemellata con:
- Granby, dal 1956
- Saint-Étienne, dal 1963
- Ocrida, dal 1981
- Lublino, dal 2000
- Coventry, dal 1963
- Fujisawa
- Changchun, dal 1992
- Saltillo, dal 1994
- Las Vueltas, dal 1987
- Mannheim, dal 1980

### Città amiche
- Udine, dal 1975
- Olongapo
- Gunsan, dal 2004